# WWE ID and WWE NIL
WWE Recruit es un sistema de desarrollo creado por la promotora estadounidense de lucha libre profesional estadounidense WWE. Incluye los programas WWE Independent Development (WWE ID) y WWE Next in Line (WWE NIL). El sistema apoya el entrenamiento y desarrollo de atletas en ciertas escuelas, promociones y universidades de lucha libre.
El 2 de diciembre de 2021, WWE estableció el programa WWE NIL, que apoya exclusivamente a atletas universitarios que deciden formarse como luchadores. Tras el lanzamiento de WWE NIL, el programa WWE ID se lanzó el 29 de octubre de 2024 para desarrollar y apoyar la formación de luchadores profesionales independientes. Las escuelas y promociones de lucha libre designadas inicialmente con WWE ID son Reality of Wrestling, Black and Brave Academy, Nightmare Factory, Elite Pro Wrestling Training Center y KnokX Pro Academy. 

## Historia
Antes de la década de 2020, WWE había utilizado varios métodos para entrenar a sus futuros talentos en pantalla. Esto incluía asociarse con otras promociones para que actuaran como territorios de desarrollo , incluidas Florida Championship Wrestling (FCW), Deep South Wrestling (DSW) y Ohio Valley Wrestling (OVW), entre otras. En 2010, se estableció NXT como una marca de desarrollo televisada interna, que se convirtió en la principal vía de acceso al roster principal de la promoción.
En 2021, WWE estableció el programa WWE Next in Line (WWE NIL), que apoya exclusivamente a los atletas universitarios radicados en Estados Unidos que deciden entrenarse como luchadores. El programa se lanzó como una extensión de las políticas de nombre, imagen y semejanza aprobadas 
por la NCAA.
En junio de 2024, WWE registró la marca WWE ID y WWE Independent Development con el propósito de organizar y llevar a cabo un programa para ayudar a desarrollar luchadores. Ese octubre, se anunció oficialmente WWE ID, que apoyaría el desarrollo de luchadores independientes en escuelas o promociones específicas y les proporcionaría un camino hacia la promoción. Las primeras escuelas y promociones designadas bajo WWE ID fueron Reality of Wrestling (dirigida por Booker T), Black and Brave Academy (dirigida por Seth Rollins y Marek Brave), Nightmare Factory (dirigida por Cody Rhodes), Elite Pro Wrestling Training Center y KnokX Pro Academy (dirigida por Rikishi). El 9 de noviembre, Fightful informó que Timothy Thatcher había sido contratado como entrenador de WWE.
El 1 de febrero de 2025, durante el Royal Rumble 2025, WWE anunció el lanzamiento de WWE Evolve, un programa de Tubi basado en la extinta promoción independiente Evolve dirigida por el cofundador de WWE ID, Gabe Sapolsky. El programa, cuyo estreno está previsto para el 5 de marzo de 2025, contará con prospectos de WWE ID y aprendices del Performance Center.

## Campeonatos actuales
| Campeonato                  | Campeón actual   | Fecha               | Ubicación                     | Reinado | Días | Notas y referencias |
| --------------------------- | ---------------- | ------------------- | ----------------------------- | ------- | ---- | ------------------- |
| WWE ID Championship         | Cappuccino Jones | 1 de agosto de 2025 | East Rutherford, Nueva Jersey | 1       | 16+  | [ 6 ]               |
| WWE Women's ID Championship | Kylie Rae        | 1 de agosto de 2025 | East Rutherford, Nueva Jersey | 1       | 16+  | [ 7 ]               |

## Prospectos WWE ID

### División masculina
| Nombre               | Nombre real    | Notas                                                                |
| -------------------- | -------------- | -------------------------------------------------------------------- |
| Aaron Roberts        | Unknown        | Contratado de Memphis Wrestling                                      |
| Aaron Rourke         | Aaron Rourke   | Contratado de Create A Pro Wrestling Academy and Beyond Wrestling    |
| Brad Baylor          | Brad Baylor    | Contratado de Wrestling Open                                         |
| Bryce Donovan        | Bryce Donovan  | Wrestling Open                                                       |
| Cappuccino Jones     | Unknown        | Contratado de This Is Wrestling                                      |
| Freedom Ramsey       | Unknown        | Contratado de City Championship Wrestling                            |
| Ice Williams         | DeJon Williams | Contratado de Reality of Wrestling and Future Stars of Wrestling     |
| It's Gal             | Gal Barkay     | Contratado de Elite Pro Wrestling Training Center and Wrestling Open |
| Jack Summit          | Jack Summit    | Contratado de Game Changer Wrestling                                 |
| Jackson Drake        | Jackson Drake  | Contratado de Fire Star Pro Wrestling                                |
| Jordan Oasis         | Unknown        | Contratado de Future Stars of Wrestling                              |
| Marcus Mathers       | Marc Mattiacci | Contratado de Game Changer Wrestling                                 |
| Ricky Smokes         | Unknown        | Contratado de Chaotic Wrestling                                      |
| Sam Hardway Holloway | Samuel Hettich | Contratado de International Wrestling Cartel                         |
| Sean Legacy          | Sean Rossini   | Contratado de Pro Wrestling Revolution and Pro Wrestling Noah        |

### División femenina
| Nombre      | Nombre real        | Notas                                  |
| ----------- | ------------------ | -------------------------------------- |
| Kylie Rae   | Briana Rae Sparrey | Contratada de Freelance Wrestling      |
| Zara Zakher | Zara Zakher        | Contratada de Millenium Pro Wrestling  |
| Zayda Steel | Zayda Steel        | Contratada de Combat Zone Wrestling    |
| Zoe Sager   | Zoe Sager          | Contratada de Northern Crown Wrestling |

## Prospectos WWE NIL

### División masculina
| Nombre real       | Deporte          | Notas                                              |
| ----------------- | ---------------- | -------------------------------------------------- |
| Adán Berghorst    | Béisbol          | Proviene de la Universidad Estatal de Indiana      |
| Brock Rechsteiner | Fútbol Americano | Proviene de la Universidad Estatal de Jacksonville |
| Cameron Jones     | Fútbol Americano | Proviene de la Universidad de Cincinnati           |
|                   |                  |                                                    |
|                   |                  |                                                    |
|                   |                  |                                                    |

### División femenina
| Nombre real | Deporte | Notas |
| ----------- | ------- | ----- |
|             |         |       |
|             |         |       |
|             |         |       |
|             |         |       |
|             |         |       |